# Prusinovice
Prusinovice (in tedesco Prusinowitz) è un comune della Repubblica Ceca facente parte del distretto di Kroměříž, nella regione di Zlín.